# Новий Путь (Варгашинський район)
Но́вий Путь (рос. Новый Путь) — присілок у складі Варгашинського району Курганської області, Росія. Входить до складу Мостовської сільської ради.
Населення — 9 осіб (2010, 27 у 2002).